# Municipio de San Antonio Huista
Municipio de San Antonio Huista är en kommun i Guatemala.   Den ligger i departementet Departamento de Huehuetenango, i den västra delen av landet, 180 km nordväst om huvudstaden Guatemala City.